# Демавенд (шахрестан)
Демавенд (перс. شهرستان دماوند‎) — один из шахрестанов иранской провинции Тегеран. Административный центр — город Демавенд.
В административном отношении включает в свой состав два бахша, которые, в свою очередь, подразделяются на пять городов и пять дехистанов (сельских округов):
- бахш Меркези (Центральный) (перс. بخش مرکزی‎)
  - город Абсерд (перс. أبسرد‎)
  - город Демавенд (перс. دماوند‎)
  - город Килан (перс. کیلان‎)
  - дехистан Джемабруд (перс. دهستان جمعآبرود‎)
  - дехистан Терруд (перс. دهستان تاررود‎)
  - дехистан Эбершиве (перс. دهستان ابرشیوه‎)

- бахш Рудехен (перс. بخش رودهن‎)
  - город Абали (перс. آبعلی‎)
  - город Рудехен (перс. رودهن‎)
  - дехистан Абали (перс. دهستان آبعلی‎)
  - дехистан Мехрабад (перс. دهستان مهرآباد‎)

## Население
В 2016 году в шахрестане имелось 39 373 домохозяйства и проживало 125 480 человек (64 552 мужчины и 60 928 женщин).

## Населённые пункты
| - Аджан - Айеневерзан - Алиабаде-Вали - Ару - Бидек - Булан - Вадан - Гермабсерд - Дерехтбид - Дехнар - Джабан - Джафарабад - Джоуздар - Доаб - Доздабад - Едре - Ехер - Зан - Зередер - Зеярете-Бала - Зеярете-Паин - Исламабад - Каджан - Кальдеште-Абу-Талеби - Кальдеште-Тереки - Келак - Кохнек - Луман - Мера - Мешхеде-Фирузкух | - Моганек - Моша - Мумедж - Оузендеррейе-Паин - Оучунек - Ростемабад - Рудефшан - Садатмехелле - Салехабад - Сейедабад - Секкездерре - Сербендан - Сорхедех - Темисиан - Тенге - Тирек - Хашемек - Хевир - Хемендкухан-ве-Кердер - Хемендлемсар - Хесаре-Бала - Хесаре-Паин - Хорремдех - Хосейнабад - Хосрован - Ченаре-Арабха - Шахболаги - Этабеке-Кети - Эхран |